# غيليس دي باريس
غيليس دي باريس (بالفرنسية: Gilles de Paris)‏ (و. 1160 – 1224 م) هو شاعر فرنسي، توفي عن عمر يناهز 64 عاماً.